# Зоряний крейсер «Галактика»: Лезо
Зоряний крейсер «Галактика»: Лезо (Battlestar Galactica: Razor) — це телевізійний фільм-переосмислення телесеріалу Зоряний крейсер «Галактика». Прем'єра 2007 року відбулася в США на «SyFy», у Канаді на «CTV Sci-Fi Channel» і у Великій Британії на «Sky One».

## Про фільм
Викладається історія «Battlestar Pegasus» за кілька місяців до того, як він знайшов «Галактику».
Події відбуваються одразу після підвищення Лі Адами як командира зіркового корабля «Пегас». Спогади показують події, які слідують після атаки сайлонів. Дві ретроспективи показують події з першої війни проти сайлонів (одна — про адміралку Гелену Кейн, яка тікає від нападу сайлонів на Таурон, а її молодша сестра вбита машинами; друга — про відкриття центру дослідження, спрямованого на створення сайлонів-людських гібридів).
Різні спогади показують такі події:
- напад сайлонів на базу «Battlestar Pegasus»; корабель робить «випадковий» стрибок, щоб уникнути сайлонів
- рішення адміралки Кейн вести партизанську війну проти сайлонів
- напад на базу сайлонів
- виявлення присутності агента сайлонів Номер Шість на борту корабля
- зустріч з цивільними особами, що вижили в колоніях.

## Знімались
| Актор               | Роль             |
| ------------------- | ---------------- |
| Едвард Джеймс Олмос | Вільям Адама     |
| Мері Макдоннелл     | Лора Розлін      |
| Кеті Сакгофф        | Кара Трейс       |
| Джеймі Бамбер       | Лі Адама         |
| Джеймс Калліс       | Гай Балтар       |
| Тріша Гелфер        | Номер Шість      |
| Грейс Пак           | Валері Шарон     |
| Майкл Хоган         | Сол Тай          |
| Аарон Дуглас        | Тайрол Гален     |
| Тамо Пенікетт       | Карл Агатон      |
| Майкл Трукко        | Семюел Андерс    |
| Алессандро Джуліані | Фелікс Гаета     |
| Кендіс Макклюр      | Анастасія Дуалла |
| Мішель Форбс        | Гелена Кейн      |
| Грехем Бекел        | Джек Фіск        |
| Стефані Якобсен     | Кендра Шоу       |
| Меттью Беннет       | Аарон Дорал      |